# Mont Gibbs
Pour les articles homonymes, voir Gibbs.
Le mont Gibbs (en anglais : Mount Gibbs) est un sommet de la Sierra Nevada, aux États-Unis. Il culmine à 3 893 mètres d'altitude à la frontière entre le comté de Mono et le comté de Tuolumne et entre la Yosemite Wilderness, dans le parc national de Yosemite, et l'Ansel Adams Wilderness, dans la forêt nationale d'Inyo, en Californie.